# Butlers Marston
Butlers Marston – wieś w Anglii, w hrabstwie Warwickshire, w dystrykcie Stratford-on-Avon. Leży 16 km na południe od miasta Warwick i 121 km na północny zachód od Londynu.